# Copa de España de fútbol sala femenino 2007
La Copa de España de Fútbol Sala Femenino de 2007 tuvo lugar entre el 2 de febrero y el 4 de febrero en Teror (Canarias). Es la decimotercera edición de este campeonato español.
A la cita acudieron los siete primeros clasificados de la primera vuelta de la liga, junto al anfitrión el Preconte Telde. Los cruces de cuartos se dilucidarán por orden estricto de clasificación al término de la Liga en Primera División, así el primer clasificado se medirá contra el octavo o en su defecto el anfitrión, el segundo contra séptimo, tercero contra sexto y cuarto contra quinto.
El Encofra Navalcarnero se proclamó campeón por primera vez en su historia al vencer al Femesala Elche por 4-1. 

## Equipos participantes
| Preconte Telde | Encofra Navalcarnero | Tecnocasa Móstoles | Diamante Rioja | Valladolid FSF | Femesala Elche | FSF UCAM Murcia | FS Gironella |
| -------------- | -------------------- | ------------------ | -------------- | -------------- | -------------- | --------------- | ------------ |

## Organización

### Sede
El torneo se disputó en Teror, en el Pabellón Municipal de Teror.

## Resultados

### Cuadro final
|  | Cuartos de final     | Cuartos de final     |                      |                      | Semifinales          | Semifinales          |  |                | Final                | Final                |  |
|  | 2 de febrero de 2007 | 2 de febrero de 2007 |                      |                      | 3 de febrero de 2007 | 3 de febrero de 2007 |  |                | 4 de febrero de 2007 | 4 de febrero de 2007 |  |
|  |                      |                      |                      |                      |                      |                      |  |                |                      |                      |  |
|  |                      |                      |                      |                      |                      |                      |  |                |                      |                      |  |
|  | FSF UCAM Murcia      | 5(3)                 |                      |                      |                      |                      |  |                |                      |                      |  |
|  | FSF UCAM Murcia      | 5(3)                 |                      |                      |                      |                      |  |                |                      |                      |  |
|  | Diamante Rioja       | 5(5)                 |                      |                      |                      |                      |  |                |                      |                      |  |
|  | Diamante Rioja       | 5(5)                 |                      | Diamante Rioja       | 1                    |                      |  |                |                      |                      |  |
|  |                      |                      |                      | Diamante Rioja       | 1                    |                      |  |                |                      |                      |  |
|  |                      |                      | Femesala Elche       | 7                    |                      |                      |  |                |                      |                      |  |
|  | Femesala Elche       | 6                    | Femesala Elche       | 7                    |                      |                      |  |                |                      |                      |  |
|  | Femesala Elche       | 6                    |                      |                      |                      |                      |  |                |                      |                      |  |
|  | FS Gironella         | 2                    |                      |                      |                      |                      |  |                |                      |                      |  |
|  | FS Gironella         | 2                    |                      |                      |                      |                      |  | Femesala Elche | 1                    |                      |  |
|  |                      |                      |                      |                      |                      |                      |  | Femesala Elche | 1                    |                      |  |
|  |                      |                      | Encofra Navalcarnero | 4                    |                      |                      |  |                |                      |                      |  |
|  | Encofra Navalcarnero | 8                    | Encofra Navalcarnero | 4                    |                      |                      |  |                |                      |                      |  |
|  | Encofra Navalcarnero | 8                    |                      |                      |                      |                      |  |                |                      |                      |  |
|  | Valladolid FSF       | 1                    |                      |                      |                      |                      |  |                |                      |                      |  |
|  | Valladolid FSF       | 1                    |                      | Encofra Navalcarnero | 5                    |                      |  |                |                      |                      |  |
|  |                      |                      |                      | Encofra Navalcarnero | 5                    |                      |  |                |                      |                      |  |
|  |                      |                      | Tecnocasa Móstoles   | 2                    |                      |                      |  |                |                      |                      |  |
|  | Tecnocasa Móstoles   | 2                    | Tecnocasa Móstoles   | 2                    |                      |                      |  |                |                      |                      |  |
|  | Tecnocasa Móstoles   | 2                    |                      |                      |                      |                      |  |                |                      |                      |  |
|  | Preconte Telde       | 1                    |                      |                      |                      |                      |  |                |                      |                      |  |
|  | Preconte Telde       | 1                    |                      |                      |                      |                      |  |                |                      |                      |  |
|  |                      |                      |                      |                      |                      |                      |  |                |                      |                      |  |

### Cuartos de final

#### Ucam Murcia - Rioja
| 2 de febrero de 2007, 11:30 (UTC+1)                                       | FSF UCAM Murcia                                                             | 5:5 (4:2) (t. s.)(3:5 p.)  | Diamante Rioja                                             | Municipal de Teror, Teror                                               |                                                                         |
|                                                                           | María Otero 4' · Mónica 11' · Ana Costa 14' · María Beteta 15' · Alicia 35' | Reporte                    | Peque 1' · Mariapi 1' · Bea Ascacibar 30' 40' · Alicia 33' | Asistencia: 200 espectadores Árbitro(s): García Hernández Molina Suárez | Asistencia: 200 espectadores Árbitro(s): García Hernández Molina Suárez |
|                                                                           |                                                                             | Tiros desde el punto penal |                                                            |                                                                         |                                                                         |
|                                                                           | Sofía · María Otero · Mónica · Fátima                                       |                            | Drica · Bea Ascacibar · Elena · Peque · Mariapi            |                                                                         |                                                                         |
| Se clasifica el Diamante Rioja después de disputar una tanda de penaltis. |                                                                             |                            |                                                            |                                                                         |                                                                         |

#### Femesala Elche - Gironella
| 2 de febrero de 2007, 15:30 (UTC+1) | Femesala Elche                                            | 6:2 (2:0) | FS Gironella                       | Municipal de Teror, Teror                                                                 |                                                                                           |
|                                     | Bea Martín 12' 24' 32' · Txitxo 19' 33' · Vane Jurado 40' | Reporte   | Anna Costa 29' · Berta Velasco 32' | Asistencia: 400 espectadores Árbitro(s): Víctor Rodríguez Rodríguez Luis Sánchez Chamorro | Asistencia: 400 espectadores Árbitro(s): Víctor Rodríguez Rodríguez Luis Sánchez Chamorro |

#### Encofra Navalcarnero - Móstoles
| 2 de febrero de 2007, 17:15 (UTC+1) | Encofra Navalcarnero                                              | 8:1 (5:1) | Valladolid FSF | Municipal de Teror, Teror                                         |                                                                   |
|                                     | Leti 6' · Pitu 8' 18' 38' 39' · Fabi 15' 30' · Patri Chamorro 16' | Reporte   | Tata 15'       | Asistencia: 500 espectadores Árbitro(s): Moreno Reina Ramos Marín | Asistencia: 500 espectadores Árbitro(s): Moreno Reina Ramos Marín |

#### Móstoles - Teldeportivo
| 2 de febrero de 2007, 20:00 (UTC+1) | Tecnocasa Móstoles            | 2:1 (1:0) | Preconte Telde | Municipal de Teror, Teror                                                               |                                                                                         |
|                                     | Delia 10' · Patri Manzano 38' | Reporte   | Margot 37'     | Asistencia: 1.500 espectadores Árbitro(s): Pedro Jesús Fortes Alejandro Martínez Flores | Asistencia: 1.500 espectadores Árbitro(s): Pedro Jesús Fortes Alejandro Martínez Flores |

### Semifinales

#### Rioja - Femesala Elche
| 3 de febrero de 2007, 17:00 (UTC+1) | Diamante Rioja | 1:7 (0:2) | Femesala Elche                                                                     | Municipal de Teror, Teror                                                                 |                                                                                           |
|                                     | Txiki 38'      |           | Txiki 7' · Txitxo 19' 23' · Rosa 30' · Vanesa 34' · Andrea Lacampre 37' · Toñi 40' | Asistencia: 300 espectadores Árbitro(s): Víctor Rodríguez Rodríguez Luis Sánchez Chamorro | Asistencia: 300 espectadores Árbitro(s): Víctor Rodríguez Rodríguez Luis Sánchez Chamorro |

#### Encofra Navalcarnero - Móstoles
| 3 de febrero de 2007, 19:15 (UTC+1) | Encofra Navalcarnero                                                     | 5:2 (1:1) (t. s.) | Tecnocasa Móstoles     | Municipal de Teror, Teror                                                             |                                                                                       |
|                                     | Patri Chamorro 5' · Laura Fernández 43' 45' · Fabi 44' · Eva Manguán 48' |                   | Pitu 29' · Natalia 49' | Asistencia: 700 espectadores Árbitro(s): Pedro Fortes Pardo Alejandro Martínez Flores | Asistencia: 700 espectadores Árbitro(s): Pedro Fortes Pardo Alejandro Martínez Flores |

### Final
| -           | Bandera de España | Sonia          |  |
| -           | Bandera de España | Beatriz        |  |
| -           | Bandera de España | Noelia         |  |
| -           | Bandera de España | Txitxo         |  |
| -           | Bandera de España | Laura          |  |
| Entrenador: | Entrenador:       | Carlos Navarro |  |

| 1           | Bandera de España | Vane Barberá    |  |
| 3           | Bandera de España | Patri Chamorro  |  |
| 6           | Bandera de España | Laura Fernández |  |
| 10          | Bandera de España | Eva Manguán     |  |
| 11          | Bandera de Brasil | Fabi            |  |
| Entrenador: | Entrenador:       | Héctor Posse    |  |

| - | Bandera de España | Andrea Lacampre |  |
| - | Bandera de España | Vanesa          |  |
| - | Bandera de España | Rosa            |  |

| 7 | Bandera de España | Pitu |  |
| 9 | Bandera de España | Leti |  |

| Anotado | 30' | Txitxo | 1-2 |

| Anotado | 17' | Pitu            | 0-1 |
| Anotado | 26' | Pitu            | 0-2 |
| Anotado | 39' | Laura Fernández | 1-3 |
| Anotado | 39' | Eva Manguán     | 1-4 |

| Amonestado |  | Bea    |  |
| Amonestado |  | Vanesa |  |

| Amonestado |  | Pitu |  |

| -           | Bandera de España | Sonia          |  |
| -           | Bandera de España | Beatriz        |  |
| -           | Bandera de España | Noelia         |  |
| -           | Bandera de España | Txitxo         |  |
| -           | Bandera de España | Laura          |  |
| Entrenador: | Entrenador:       | Carlos Navarro |  |

| 1           | Bandera de España | Vane Barberá    |  |
| 3           | Bandera de España | Patri Chamorro  |  |
| 6           | Bandera de España | Laura Fernández |  |
| 10          | Bandera de España | Eva Manguán     |  |
| 11          | Bandera de Brasil | Fabi            |  |
| Entrenador: | Entrenador:       | Héctor Posse    |  |

| - | Bandera de España | Andrea Lacampre |  |
| - | Bandera de España | Vanesa          |  |
| - | Bandera de España | Rosa            |  |

| 7 | Bandera de España | Pitu |  |
| 9 | Bandera de España | Leti |  |

| Anotado | 30' | Txitxo | 1-2 |

| Anotado | 17' | Pitu            | 0-1 |
| Anotado | 26' | Pitu            | 0-2 |
| Anotado | 39' | Laura Fernández | 1-3 |
| Anotado | 39' | Eva Manguán     | 1-4 |

| Amonestado |  | Bea    |  |
| Amonestado |  | Vanesa |  |

| Amonestado |  | Pitu |  |

| Comunidad de Madrid                      |
| Campeón Encofra Navalcarnero 1.ro título |

## Estadísticas

### Tabla de goleadoras
| Puesto                                      | Jugadora         | Equipo                | Goles |
| ------------------------------------------- | ---------------- | --------------------- | ----- |
| 1                                           | Silvia Fernández | Atlético Navalcarnero | 6     |
| 2                                           | Txitxo           | Femesala Elche        | 5     |
| 3                                           | Bea Martín       | Femesala Elche        | 3     |
| 3                                           | Fabi             | Atlético Navalcarnero | 3     |
| 3                                           | Laura Fernández  | Atlético Navalcarnero | 3     |
| Última actualización: 4 de febrero de 2007. |                  |                       |       |